# Typ XD (Schiffstyp)
Die Frachtschiffsserie Typ XD, auch Serie Rostock genannt, war ein Stückgutschiffstyp der Warnow-Werft.

## Geschichte
Hergestellt wurde die Serie von 1967 bis 1970 in sechzehn Einheiten. Die vorher von der DSR vorwiegend für den Asiendienst eingesetzten Schiffe vom Typ IV und vom Typ X hatten sich zwar bewährt, sollten aber durch neuen moderneren Schiffstyp ersetzt werden. In Zusammenarbeit mit der DSR konzipierte die Neubauabteilung der Warnowwerft den Typ XD insbesondere für den Liniendienst nach Fernost, Südostasien und Indien. Später wurden die Schiffe auch in der weltweiten Trampfahrt eingesetzt. Die Schiffe der Baureihe wurden alle nach einer durchschnittlichen Einsatzdauer von etwa 25 bis etwas über 30 Jahren abgebrochen. Keines ging auf See verloren.
Am 1. März 1966 war der Baubeginn für die Rostock, das erste Schiff und Namensgeber der Serie. Sie lief am 12. Dezember 1966 mit der Baunummer 201 vom Stapel und wurde am 30. Juni 1967 an die Deutsche Seereederei übergeben.
Am 22. Juli 1967 begann die Rostock ihre Jungfernreise unter der Führung von Kapitän Gerhard Prill. Die Rundreise um das Kap der Guten Hoffnung nach Indien dauerte 178 Tage und endete am 10. Januar 1968 wieder in Rostock. Zu diesem Zeitpunkt waren bereits neun weitere Frachter des Typs XD vom Stapel gelaufen. Kapitän Prill berichtete nach der Jungfernreise durchweg positiv über die neuartige Brückenfernsteuerung des Schiffes, die Gestaltung der Laderäume und Luken und das 60-Tonnen-Schwergutgeschirr. Die in Rostock beheimatete Rostock wurde bis 1990 von der DSR betrieben und ab dem 3. August 2000 als Aqaba Express in Alang abgebrochen.
Letztes Schiff der Serie war die am 22. Juni 1970 übergebene Neubrandenburg mit der Baunummer 216. Die Neubrandenburg wurde erstmals 1991 in Piti Metz umbenannt und ab dem 26. Oktober 1999 als Brandenburg in Alang abgebrochen.

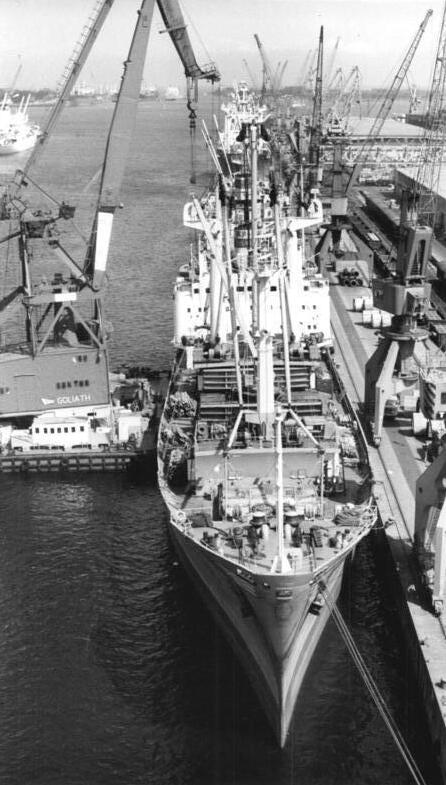
Einsatz des Schwimmkrans Goliath an einem Frachter des Typs XD
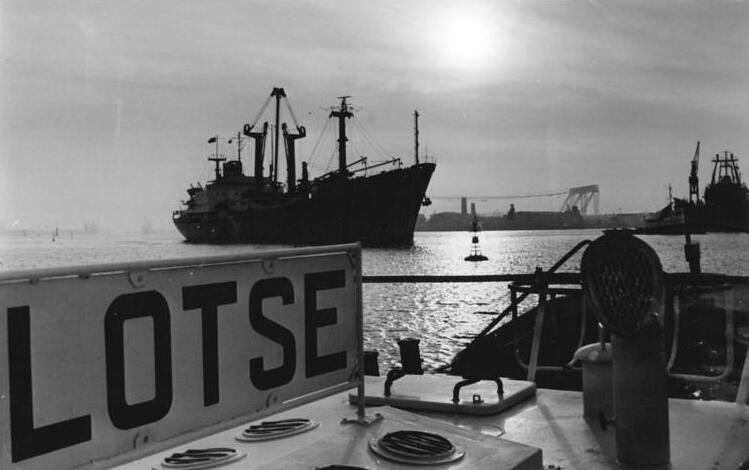
Aus Rostock auslaufender Frachter des Typs XD
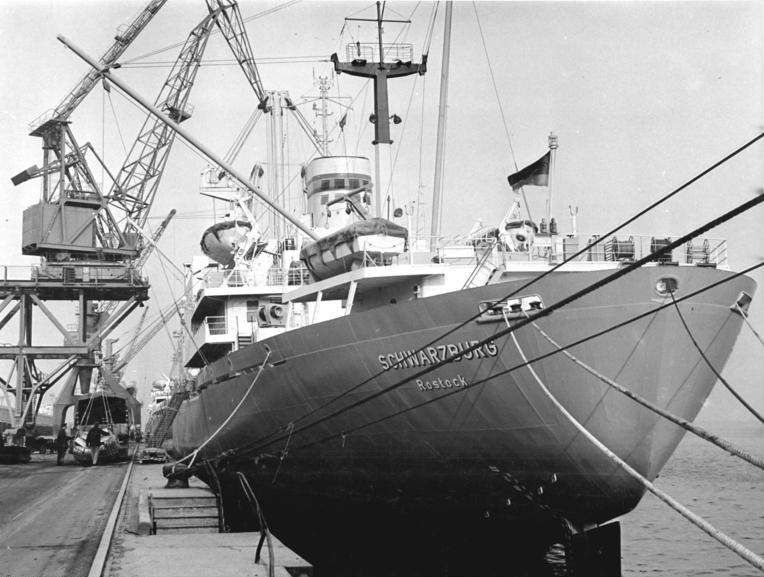
Schwarzburg in Rostock (Heckansicht)

## Technik
Angetrieben wurden die Schiffe von einem vom Hersteller VEB Dieselmotorenwerk Rostock in MAN-Lizenz gefertigten Zweitakt-Dieselmotor des Typs K8Z 70/120E, der seine Leistung von 8238 kW bei einer Höchstdrehzahl von 140/min direkt auf einen Festpropeller abgab. Es waren die ersten Schiffe von DDR-Werften, die eine automatisierte Maschinenanlage besaßen und so einen wachfreien Betrieb ermöglichten. Auch die Überwachung der Tankfüllstände konnte automatisiert erfolgen. Durch diese Automatisierung war eine Besatzung von nur 36 Mann ermöglicht worden, die nach Einarbeitung auf 32 Mann reduziert werden konnte.
Die in Sektionsbauweise zusammengefügten Rümpfe waren bei den letzten drei Schiffen mit einem Wulstbug versehen. Die Unterkünfte waren klimatisiert.
Der Schiffstyp hatte fünf Laderäume. Die Schiffe der Serie XD hatten einen Laderauminhalt von 16.342 m³ Kornraum und 14.943 m³ Ballenraum. Für die Kühlladung verfügten die Schiffe über bis zu 330 m³ Kühlladungsraum. Des Weiteren standen zwei mit Polyester beschichtete Süßöltanks mit einer Kapazität von 511 m³ zur Verfügung. Das Ladegeschirr der Schiffe bestand aus sechs 3/5 t- und vier 5/8 t-Ladebäumen, einen 3,2/5 t Kran, sowie einen 60 t-Schwergutbaum.

## Die Schiffe der Serie
| Bauname        | Baunummer | IMO-Nummer | Ablieferung     | Spätere Namen und Verbleib |
| -------------- | --------- | ---------- | --------------- | --- |
| Rostock        | 201       | 6710633    | 30. Juni 1967   | 1990 Pauline Metz , 1993 Berytus, 1995 Metz Beirut, 2000 Aqaba Express, Abbruch ab 3. August 2000 in Alang                                                        |
| Quedlinburg    | 202       | 6712100    | 18. August 1967 | 1991 Celine Metz, 1993 Cadmus, 1995 Metz Belgica, 1997 Clare, 1999 Elos, Abbruch ab 12. Dezember 1999                                                             |
| Boizenburg     | 203       | 6718867    | 1967            | 1991 Carli Metz, 1993 Libanus, 1995 Metz Italia, Abbruch ab 15. April 2001 in Chittagong                                                                          |
| Altenburg      | 204       | 6718855    | 1967            | 1990 Milos K., 1990 Ilos, 1991 Petros, ab 14. Oktober 1992 in Alang abgebrochen                                                                                   |
| Naumburg       | 205       | 6718922    | 1967            | 1992 Majestic, ab 26. Juni 2001 abgebrochen |
| Blankenburg    | 206       | 6727765    | 1967            | 1990 Reunion, 1991 Guijiang, ab 5. Februar 1995 in Chittagong abgebrochen                                                                                         |
| Eilenburg      | 207       | 6727818    | 1967            | 1991 Eilenborg, 1993 Lady Bana, ab 19. Dezember 2000 in Alang abgebrochen                                                                                         |
| Bernburg       | 208       | 6727753    | 1967            | 1990 Milos L., ab 21. Januar 1993 in Alang abgebrochen |
| Schwarzburg    | 209       | 6807113    | 1968            | 1990 Yannis II, Abbruch ab 23. Juli 1994 in Sitalpur, (Chittagong)                                                                                                |
| Oranienburg    | 210       | 6807101    | 1968            | 1990 Pablo Metz, ab 23. April 1993 in Kalkutta abgebrochen |
| Ronneburg      | 211       | 6826303    | 1968            | 1993 Passat, 1995 Ronneburg, ab Februar 1999 in Alang verschrottet                                                                                                |
| Meyenburg      | 212       | 6826274    | 1969            | 1992 Meyen, ab 14. Mai 1992 in Alang verschrottet |
| Nienburg       | 213       | 6905082    | 1969            | 1991 MBK Princess, 1992 Pacific Princess, Pacific Princess 1, Harpers, 1993 Pacific Princess 1, Lady Liberty, Ryu Imperial, 1996 Queen Commander, Abbruch 1996/97 |
| Freyburg       | 214       | 6913235    | 1969            | 1993 Pampero, 1994 Freyburg, Abbruch ab 1. September 1997 in Alang                                                                                                |
| Magdeburg      | 215       | 7014074    | 1970            | 1991 Baby, 1992 Magdeburg, Abbruch ab 28. Oktober 1999 in Alang                                                                                                   |
| Neubrandenburg | 216       | 7014086    | 22. Juni 1970   | 1991 Piti Metz, 1993 Brandenburg, Abbruch ab Oktober 1999 in Alang                                                                                                |